# Budapest Lotto Ladies Open 1996
Il Budapest Lotto Ladies Open 1996 è un torneo di tennis giocato sulla terra rossa.
È la prima edizione del Hungarian Grand Prix, che fa parte della categoria Tier IV nell'ambito del WTA Tour 1996.
Si è giocato a Budapest in Ungheria, dal 6 al 12 maggio 1996 con un montepremi di $ 107.500.

## Campionesse

### Singolare
Ruxandra Dragomir ha battuto in finale  Melanie Schnell con il punteggio di 7–6, 6–1.

### Doppio
Katrina Adams /  Debbie Graham hanno battuto in finale  Radka Bobková /  Eva Melicharová con il punteggio di 6–3, 7–6.